# Nokia 7500
Le Nokia 7500 est un téléphone de l'entreprise Nokia. Il est monobloc avec des formes ressemblants à un prisme.

## Caractéristiques
- Système d'exploitation Symbian OS S40 5 Edition
- GSM/EDGE
- 109 × 44 × 14 mm   pour 83 grammes
- Écran  LCD de 16,7 millions de couleurs, définition de 240 × 320 pixels, et une taille de 2 pouces
- Batterie 820 mAh
- Appareil photo numérique : 2 mégapixel soit 1 600 × 1 200 px
- Radio FM
- Vibreur
- DAS : 0,50 W/kg.